# Bouhdida
Bouhdida è uno dei sei comuni del dipartimento di Aleg, situato nella regione di Brakna in Mauritania. Contava 10.828 abitanti nel censimento della popolazione del 2000 e 19.670 nel 2013.